# Isla de Las Claras
Isla de Las Claras (en portugués: Ilha das Claras) es el nombre de una isla continental que se encuentra situada en el océano Atlántico, en la costa sur del país sudamericano de Brasil, en el centro de la bahía de Babitonga (Baía da Babitonga). Forma parte del archipiélago das Graças. Administrativamente forma parte del sureño estado de Santa Catarina y se halla cerca de la ciudad de San Francisco del Sur.
Es una isla con pocos habitantes, la energía se suministra a través de un generador. Alrededor de esta isla hay varios lugares de pesca. Además, cuenta con alojamiento e instalaciones del Yacht Club Boa Vista de Joinville y de la Marina del Brasil. El único acceso se realiza por vía marítima.